# Josep Irla i Bosch
Josep Irla i Bosch (* 24. Oktober 1876 in Sant Feliu de Guíxols in der Comarca Baix Empordà, Provinz Girona, Katalonien, Spanien; † 19. September 1958 in Saint-Raphaël, Département Var, Frankreich) war ein katalanischer Politiker.

## Leben
Irla i Bosch war Kind einer Gastwirtsfamilie und der älteste von drei Brüdern. Er war Gründer einer Firma für die Verarbeitung von Kork. Er vertrat föderalistische und später republikanische Ideen und gründete in seiner Heimatstadt die föderalistische Zeitung El Programa. 1908 wurde er Bürgermeister von Sant Feliu de Guíxols und 1911 Abgeordneter im Provinzialparlament von Girona und als solcher gleichzeitig Mitglied der Versammlung der Mancomunitat de Catalunya, des Parlaments der Provinzen, die das Commonwealth von Katalonien bildeten.
Mit dem Beginn der spanischen Republik im Jahre 1931 wurde er in die Verfassunggebende Versammlung gewählt und 1932 Abgeordneter der Esquerra Republicana de Catalunya (ERC), der Republikanischen Linken Kataloniens, im Parlament von Katalonien. In den Folgejahren bekleidete er verschiedene Posten in diesem Parlament und in der Provinzregierung von Girona. 1938 wurde er bis zum Ende des Bürgerkrieges der letzte Präsident des Parlament de Catalunya, auch nach der Flucht in das französische Exil 1939.

## Exil
Nach der Entführung und Auslieferung des Präsidenten der Generalitat de Catalunya Lluís Companys dessen Auslieferung durch die Gestapo an das Franco-Regime und anschließender Erschießung in Barcelona im Oktober des Jahres 1940 wurde Irla i Bosch der 124. Präsident der Generalitat de Catalunya. In den Jahren 1945 bis 1948 bildete er eine Exilregierung Kataloniens in Frankreich. Er blieb bis 1954 Präsident der Generalitat, sein Nachfolger wurde sein Mitarbeiter Josep Tarradellas i Joan. Er starb kurz vor Vollendung seines 82. Lebensjahres 1958 in Saint-Raphaël in der Provence. Seine sterblichen Überreste wurden erst nach dem Tode Francos 1981 in seine Geburtsstadt überführt und dort zur letzten Ruhe gebettet.

## Nachwirkungen
Die sterblichen Überreste von Irla i Bosch wurden 1981 mit einem Akt der öffentlichen Ehrung in seiner Heimatstadt beigesetzt. Eine in Barcelona bestehende Fundació Josep Irla vergibt in seinem Andenken einen mit 6000 Euro dotierten Preis Premi d’assaig breu Irla für Arbeiten, die sich mit den politischen, wirtschaftlichen, sozialen und kulturellen Realitäten in den Katalanisch sprechenden Gebieten befassen.

## Veröffentlichungen
- Jordi Gaitx Moltó (Hrsg.): Memoriès d'un president a l'exili. Josep Irla i Bosch, mit einem Vorwort von Josep Maria Roig Rosich. Viena, Barcelona 2010, ISBN 978-84-83305843.